# فرد كيلر
فرد كيلر (بالإنجليزية: Fred Keller) هو سياسي أمريكي، ولد في 23 أكتوبر 1965 في بيج في الولايات المتحدة. حزبياً، نشط في الحزب الجمهوري. وقد انتخب عضو مجلس نواب بنسيلفانيا.